# Fouad Aghnima
Fouad Aghnima (* 29. Oktober 1997) ist ein deutscher Futsal- und Fußballspieler.

## Karriere
Aghnima begann seine Futsalkarriere bei den Futsal Freakz Gütersloh in der zweitklassigen Oberliga Westfalen. In der Saison 2017/18 spielte er in der erstklassigen Futsalliga West für die Black Panthers Bielefeld, ehe er ein Jahr später zum Stadt- und Ligarivalen MCH Futsal Club Bielefeld-Sennestadt wechselte. Mit den Sennestädtern wurde Aghnima in der Saison 2018/19 Meister der Futsalliga West, scheiterte aber bei der deutschen Meisterschaft 2019 im Viertelfinale am FC Liria Berlin.
Im September 2019 wurde Aghnima von Bundestrainer Marcel Loosveld für die deutsche Futsalnationalmannschaft nominiert. Am 21. September 2019 debütierte Fouad Aghnima beim 2:2 gegen England in der deutschen Nationalmannschaft.
Im Fußball war der Mittelfeldspieler Aghnima als Jugendlicher für den FC Gütersloh 2000 und den Gütersloher TV. Nach Ablauf der Jugendzeit wechselte er zum Harsewinkeler Verein SV Schwarz-Weiß Marienfeld in die Kreisliga A. Im Sommer 2018 wechselte Aghnima zum Bezirksligisten FSC Rheda.